# Chikkaballapur
Chikkaballapur är ett distrikt i Indien.   Det ligger i delstaten Karnataka, i den södra delen av landet, 1 700 km söder om huvudstaden New Delhi. Antalet invånare är 1 255 104. Arean är 4,2 kvadratkilometer. Chikkaballapur gränsar till Bangalore Rural.
Terrängen i Chikkaballapur är platt.
Följande samhällen finns i Chikkaballapur:
- Chintāmani
- Chik Ballāpur
- Sidlaghatta
- Gauribidanūr
- Bāgepalli
- Gudibanda
- Jangamakote